# にこいち (デュオ)
にこいちは、2007年に兵庫県で結成されたアコースティックデュオ。

## 概要
神戸市立須磨高校野球部出身の二人によって結成された。

## メンバー
井指 冬輝
ボーカル担当。神戸市立友が丘中学校出身。CDジャケットなどのイラストも手掛けている。
松田 央
ギター・ボーカル担当。

## 来歴
- 2007年に神戸市にて結成[1]。

- 2015年に淡路島を舞台にした映画「種まく旅人 くにうみの郷」の主題歌に「今日も風が吹く」が選ばれ、それに伴いVAPからメジャーデビューを果たす。

- 2016年3月に初となる単独ライブを神戸国際会館で行う[4]。

## 作品

### アルバム
- 空想旅人（2011年11月23日）[5]
- にこいち（初回限定版）（2013年6月26日）
- あっちこっちにこいち①（2014年7月12日）
- あっちこっちにこいち②（2014年8月23日）
- あっちこっちにこいち③（2014年9月23日）
- あっちこっちにこいち④（2014年11月9日）
- あっちこっちにこいち⑤（2015年7月02日）
- 今日も風が吹く（2015年1月21日）
- にこいち（通常盤）（2015年11月19日）
- ふるさと（2015年12月2日）
- 夢の続き/peace of mind（2016年3月5日）
- あすなろ（2016年8月3日）
- コトノハ（2017年11月8日）
- HAND MADE NIKOICHI（2019年2月13日）
- 2/3（2022年8月11日）
- サブストーリー（2023年8月11日）

### シングル
- ナキムシピエロ（2012年12月4日）
- おはしのおはなし（2013年12月25日）
- 高鳴れ/岩津ねぎ伝説（2017年1月14日）
- 高鳴れ/君をつれて（2017年3月12日）

## タイアップ
| 楽曲                   | タイアップ                                         |
| ---------------------- | -------------------------------------------------- |
| 今日も風が吹く         | 映画『種まく旅人 くにうみの郷』主題歌              |
| 夢の続き               | 映画『種まく旅人〜夢のつぎ木〜』主題歌             |
| 幸せのサイン           | 神戸ワイナリー・神戸ワインPRソング                 |
| 進め！コーピー！       | コープこうべコーピー君公式キャラクターソング       |
| 星のある場所           | うみぞら映画祭2017テーマソング                     |
| 水平未来               | 神戸市交通局開局100周年記念ソング                  |
| ベンダベンダ           | 兵庫ベンダ工業社歌                                 |
| きみはたからもの       | 宝塚南口幼稚園園歌                                 |
| 君をつれて             | 映画『大災獣ニゲロン』エンディングテーマ           |
| フィッシュ・ストーリー | 映画『スマスイ』主題歌                             |
| BLAZE OUT              | V.LEAGUE堺ブレイザーズ2019年シーズン公式応援ソング |
| ぬくもりの味           | 神戸市学校給食70周年記念ソング                     |
| CITY LOOP              | 神姫バスシティーループバス公式コラボソング         |
| さんぶんのに           | コープこうべポストコロナメッセージソング           |